# Sklad (računalništvo)
Sklàd je v podatkovna struktura v programiranju, ki deluje po načelu LIFO (Last In First Out - zadnji noter, prvi ven). To pomeni, da podatek, ki ga nazadnje shranimo na sklad, najprej preberemo iz njega. Sklad običajno imenujemo tudi del pomnilnika, kjer so shranjeni podatki.
Pri skladu običajno dostopamo samo do zadnjega, vrhnjega podatka. Za sklad sta značilni dve operaciji:
- postavi na sklad (push)
- vzemi s sklada (pop)

Sklad v programiranju ustvarimo z uporabo tabel ali pa s seznamom (kazalci).

## Sklad na nivoju centralne procesne enote
Sklad se nahaja na določenem pomnilniškemu naslovu.
Arhitektura procesorja mora imeti skladovni kazalec (SP), ta kaže na vrh sklada. Lahko je to namenski register ali pa eden izmed splošnih. Podprta mora imeti ukaza push in pop, lahko kot samostojna ukaza ali pa kot zaporednje ukazov.

## Različice
Poznamo več različic sklada:
- sklad narašča v smeri naraščajočih naslovov in SP kaže na prvo prosto mesto na skladu,
- sklad narašča v smeri naraščajočih naslovov in SP kaže na zadnji podatek na skladu,
- sklad naj narašča v smeri padajočih naslovov in SP kaže na prvo prosto mesto na skladu,
- sklad naj narašča v smeri padajočih naslovov in SP kaže na zadnji podatek na skladu.